# Alemania en los Juegos Olímpicos de Salt Lake City 2002
Alemania estuvo representada en los Juegos Olímpicos de Salt Lake City 2002 por un total de 157 deportistas que compitieron en 14 deportes.  
La portadora de la bandera en la ceremonia de apertura fue la esquiadora Hilde Gerg.

## Medallistas
El equipo olímpico alemán obtuvo las siguientes medallas:
| Atleta                                                          | Deporte               | Competición                            |
| --------------------------------------------------------------- | --------------------- | -------------------------------------- |
| Oro                                                             |                       |                                        |
| Kati Wilhelm                                                    | Biatlón               | 7,5 km F                               |
| Andrea Henkel                                                   | Biatlón               | 15 km F                                |
| Katrin Apel Uschi Disl Andrea Henkel Kati Wilhelm               | Biatlón               | 4 × 7,5 km F                           |
| Christoph Langen Markus Zimmermann                              | Bobsleigh             | Doble M                                |
| André Lange Enrico Kühn Kevin Kuske Carsten Embach              | Bobsleigh             | Cuádruple M                            |
| Manuela Henkel Viola Bauer Claudia Künzel Evi Sachenbacher      | Esquí de fondo        | 4 × 5 km F                             |
| Sylke Otto                                                      | Luge                  | Individual F                           |
| Alexander Resch Patric Leitner                                  | Luge                  | Doble M                                |
| Anni Friesinger                                                 | Patinaje de velocidad | 1500 m F                               |
| Claudia Pechstein                                               | Patinaje de velocidad | 3000 m F                               |
| Claudia Pechstein                                               | Patinaje de velocidad | 5000 m F                               |
| Michael Uhrmann Stephan Hocke Sven Hannawald Martin Schmitt     | Saltos en esquí       | Trampolín grande por eqs. M            |
| Plata                                                           |                       |                                        |
| Sven Fischer                                                    | Biatlón               | 10 km M                                |
| Frank Luck                                                      | Biatlón               | 20 km M                                |
| Kati Wilhelm                                                    | Biatlón               | 10 km persecución F                    |
| Uschi Disl                                                      | Biatlón               | 7,5 km F                               |
| Sven Fischer Frank Luck Ricco Groß Peter Sendel                 | Biatlón               | 4 × 7,5 km M                           |
| Sandra Prokoff Ulrike Holzner                                   | Bobsleigh             | Doble F                                |
| Ronny Ackermann                                                 | Combinada nórdica     | Trampolín grande + 7,5 km M            |
| Björn Kircheisen Georg Hettich Marcel Höhlig Ronny Ackermann    | Combinada nórdica     | Trampolín normal + 4 × 5 km por eqs. M |
| Peter Schlickenrieder                                           | Esquí de fondo        | Velocidad M                            |
| Evi Sachenbacher                                                | Esquí de fondo        | Velocidad F                            |
| Georg Hackl                                                     | Luge                  | Individual M                           |
| Barbara Niedernhuber                                            | Luge                  | Individual F                           |
| Monique Garbrecht-Enfeldt                                       | Patinaje de velocidad | 500 m F                                |
| Sabine Völker                                                   | Patinaje de velocidad | 1000 m F                               |
| Sabine Völker                                                   | Patinaje de velocidad | 1500 m F                               |
| Sven Hannawald                                                  | Saltos en esquí       | Trampolín normal M                     |
| Bronce                                                          |                       |                                        |
| Ricco Groß                                                      | Biatlón               | Persecución 12,5 km M                  |
| Susi Erdmann Nicole Herschmann                                  | Bobsleigh             | Doble F                                |
| Martina Ertl                                                    | Esquí alpino          | Combinada F                            |
| Viola Bauer                                                     | Esquí de fondo        | 5 km persecución F                     |
| Tobias Angerer Jens Filbrich Andreas Schlütter Rene Sommerfeldt | Esquí de fondo        | 4 × 10 km M                            |
| Silke Kraushaar                                                 | Luge                  | Individual F                           |
| Jens Boden                                                      | Patinaje de velocidad | 5000 m M                               |
| Sabine Völker                                                   | Patinaje de velocidad | 500 m F                                |